# Маркус Шмідт
Маркус Шмідт  (нім. Markus Schmidt, 23 жовтня 1968) — австрійський саночник, олімпійський медаліст.

## Виступи на Олімпіадах
| Олімпіада        | Дисципліна       | Місце |
| ---------------- | ---------------- | ----- |
| Альбервіль 1992  | одиночний розряд | 3     |
| Альбервіль 1992  | змішані двійки   | 7     |
| Ліллехаммер 1994 | одиночний розряд | 10    |

## Зовнішні посилання
- Досьє на sport.references.com [Архівовано 28 січня 2010 у Wayback Machine.]